# Crypthemichionaspis nigra
Crypthemichionaspis nigra är en insektsart som beskrevs av Karl Hermann Leonhard Lindinger 1911. Crypthemichionaspis nigra ingår i släktet Crypthemichionaspis och familjen pansarsköldlöss. Inga underarter finns listade i Catalogue of Life.